# ツグミヒタキ
ツグミヒタキ（鶇鶲、学名: Cossypha caffra; 英: cape robin-chat, cape robin）は、スズメ目ヒタキ科に分類される鳥類。

## 分布
ウガンダ、ケニア、コンゴ民主共和国、ザンビア、ジンバブエ、スーダン、スワジランド、タンザニア、ナミビア、マラウイ、南アフリカ共和国、南スーダン、モザンビーク、ルワンダ、レソトに分布。

## 人間との関係
主にケニア南部に暮らすキクユ人のことばでニャメンディギ（nyamĩndigi）と呼ばれる鳥は本種ないしはその近縁の種であるが、民話にしばしば登場する。民話のなかでもよく知られたものは人間の死の起源に関するものであり、そのおおまかなあらすじはカメレオンが神の使いとして、人間が永遠に生きることをおもむろに伝えようとしていたところにニャメンディギが現れ、人間は皆死ぬ運命であるということをカメレオンよりも先に告げたというものである。アフリカのほかの民族からも同様の話が記録されているが、カメレオンは大方共通しているのに対し、もう一方の生物については同じケニアのカンバ人の場合はハタオリドリ、南アフリカのズールー人の場合はサラマンダー（ドイツ語: Salamander）というようにぶれが見られる。

## 関連文献
- Clement, Peter and Chris Rose (2015). Robins and Chats, pp. 324–327. London: Christopher Helm.
- Stevenson, Terry and John Fanshawe (2002). Field Guide to the Birds of East Africa: Kenya, Tanzania, Uganda, Rwanda, Burundi, p. 332. London: T & A D Poyser. ISBN 0-85661-079-8 NCID BA60867713